# Lucio Salvio Otón Ticiano
Lucio Salvio Otón Ticiano (en latín: Lucius Salvius Otho Titianus)  (32-69), hermano mayor del emperador romano Otón, fue un político del siglo I, cónsul en el 52, con Fausto Cornelio Sila Felix como colega y por segunda vez en el año 69 junto a su propio hermano Otón.

## Biografía
Nació en 32 en la ciudad de Ferentinum, en Etruria. Su padre, Lucio Salvio Otón, fue cónsul sufecto en 33. Su madre se llamaba Alba Terentia. Lucio accede al consulado en 52, y al proconsulado de la Provincia romana de Asia en 63/64 o 64/65. Es cónsul sufecto en enero-febrero de 69, cuando su hermano Otón acaba de vestir la púrpura.
Estuvo casado con Coceya, la hermana del futuro emperador Nerva, con la que tuvo un hijo, Lucio Salvio Otón Coceyano, que llegó a ser cónsul en 82, pero más tarde fue ejecutado por orden del emperador Domiciano, usando como pretexto el haber recordado el cumpleaños de su tío Otón.